# Szkoła wywiadowczo-dywersyjna w Berlinie
Szkoła wywiadowczo-dywersyjna w Berlinie – niemiecki ośrodek wywiadowczy pod koniec II wojny światowej
Ośrodek został utworzony w październiku 1944 r. w Berlinie. Nazywany był Szkołą Wolnego Kozactwa, gdyż był przeznaczony dla Ukraińców z formacji paramilitarnej Ukraińskie Wolne Kozactwo, a także robotników przymusowych. Funkcję komendanta pełnił płk Pawło Tereszczenko, ataman Wolnych Kozaków. W szkole byli szkoleni agenci-propagandyści, wywiadowcy, dywersanci i radiowcy w celu przerzucenia ich przez linię frontu na Ukrainę. Mieli oni organizować ruch partyzancki lub działać w ramach Ukraińskiej Armii Powstańczej (UPA) na tyłach Armii Czerwonej. Jednocześnie szkolono do 250 osób, wśród których 1/3 stanowiły kobiety. Kursanci uczyli się w grupach szkoleniowych po 20-30 osób z podziałem na specjalizacje. Mężczyźni nosili mundury niemieckie, kobiety - ubrania cywilne. Kadra szkoleniowa była umundurowana w niemieckie uniformy z emblematami Ukraińskiego Wojska Wyzwoleńczego (UWW) i tryzubem. Na przełomie marca/kwietnia 1945 r. szkoła została na 2 tygodnie przeniesiona do Czech, a następnie znalazła się w Austrii. Kursanci poddali się Amerykanom. W Berlinie do końca wojny pozostała natomiast grupa sanitarna szkoły, której członkowie wpadli w ręce Sowietów.